# Chris Barker (calciatore)
Christopher Andrew Barker (Sheffield, 22 marzo 1980 – Cardiff, 1º gennaio 2020) è stato un calciatore inglese, di ruolo difensore.

## Carriera
Ha militato esclusivamente in formazioni facenti parte della FA non riuscendo mai ad approdare in Premier League, tuttavia ha collezionato 201 presenze in Championship con le maglie di Cardiff City, Stoke City, Colchester United, Queens Park Rangers e Plymouth Argyle.

## Morte
Il giocatore è stato trovato morto presso la sua abitazione nell'area di Cardiff il giorno di capodanno, all'età di 39 anni. La polizia ha spiegato che la morte non è stata considerata "sospetta".